# Consejo Shura de Revolucionarios de Bengasi
El Consejo Shura de Revolucionarios de Bengasi (en árabe: مجلس شورى ثوار بنغازي‎, Majlis Shura Thuwar Bengasi) es una coalición militar en Bengasi compuesta por milicias islamistas y yihadistas, que incluyen a Ansar al-Sharia, Escudo no 1 de Libia y varios otros grupos.

## Historia
La fuerza se formó inicialmente en junio de 2014, en respuesta tanto a la Operación Dignidad, una ofensiva antiislamista dirigida por Khalifa Haftar, como a la derrota de los candidatos islamistas en las elecciones del Consejo de Diputados de 2014. Temerosas de ser atomizados y derrotados, varias brigadas islamistas se unieron bajo un mismo paraguas. La consolidación y reestructuración permitió a las brigadas islamistas limitar el éxito de la Operación Dignidad de Haftar, antes de permitir que los grupos islamistas hicieran retroceder a las fuerzas aliadas de Haftar, superadas en número.

### Escalada de ataques
El 14 de julio de 2014, el consejo afirmó que se había apoderado del cuartel 319, que es uno de los cuarteles militares más grandes del este de Libia. A fines de julio, tomaron el control de más de otros cinco cuarteles en Benghazi, incluido el cuartel general de la unidad de Fuerzas Especiales Al-Saiqa . El 31 de julio de 2014, el consejo afirmó haberse apoderado de Bengasi. Sin embargo, perdió el control de gran parte de la ciudad ante el Ejército Nacional Libio en los meses siguientes. El 21 de marzo saltantes atacaron a soldados del ejército libio en el área de al-Halis, cerca de la ciudad de Bengasi, distrito de Bengasi, Libia. Cuatro asaltantes murieron y un soldado resultó herido en el ataque. Ningún grupo se atribuyó la responsabilidad del incidente; sin embargo, las fuentes atribuyeron el ataque al Consejo Shura de Revolucionarios de Bengasi. Tres días después, un doble ataque suicida golpea la ciudad de Bengasi, siendo el primero un vehículo cargado de explosivos que detonó en un barrio residencial, matando al menos seis personas murieron y otras 12 resultaron heridas en la explosión. En otro punto de la ciudad, un atacante suicida detonó un vehículo cargado de explosivos cerca de un puesto de control del ejército libio en el barrio de Laythi, ciudad de Bengasi. Además del atacante, al menos siete personas, incluidos soldados y civiles, murieron y otras 11 resultaron heridas en la explosión la provincia de Barqa del Estado Islámico y el Consejo Shura de Revolucionarios de Bengasi se atribuyeron por separado la responsabilidad del ataque. El Consejo Shura de Revolucionarios de Benghazi declaró que el incidente se llevó a cabo en represalia por el reciente asesinato de Bouka Al-Araibi.
No fue hasta el 24 de marzo del 2015, un atacante suicida detonó un vehículo cargado de explosivos en un barrio residencial de la ciudad de Bengasi, distrito de Bengasi, además del atacante, al menos seis personas murieron y otras 12 resultaron heridas en la explosión. En el segundo ataque otro atacante suicida detonó un vehículo cargado de explosivos cerca de un puesto de control del ejército libio en el barrio de Laythi, ciudad de Bengasi. La provincia de Barqa del Estado Islámico y el Consejo Shura de Revolucionarios de Bengasi se atribuyeron por separado la responsabilidad del ataque, pero el Consejo Shura de Revolucionarios de Benghazi declaró que el incidente se llevó a cabo en represalia por el reciente asesinato de Bouka Al-Araibi. El 17 de abril dispararon un misil que alcanzó a los manifestantes en la plaza Kish, en el centro de Bengasi, y cuatro días después las fuerzas de seguridad encontraron un artefacto explosivo en Leith, el cual fue desactivado por las autoridades. Los ataques contra las fuerzas de seguridad y la población civil seguirían intensificándose durante los siguientes años.
El 3 de julio del 2015, asaltantes atacaron una base de la policía militar, un ataque con misiles una zona residencial y más enfrentamientos ocurrieron en la ciudad de Bengasi, distrito de Bengasi, Libia, dejando aproximadamente 19 muertos y más de 80 heridos. No fue hasta el 2 de agosto del 2016, cuando un atacante suicida dentro de un vehícul detonó sus explosivos cerca de soldados del ejército libio en el barrio de Guwarsha, Benghazi, además del atacante, al menos 18 a 22 personas murieron y otras 20 resultaron heridas en la explosión. El Consejo Shura de Revolucionarios de Bengasi se atribuyó la responsabilidad del ataque. El 8 de septiembre, un atacante suicida detonó en el puesto de control Al-Saiqa, área de Qawarisha área, en Bengasi, matando a 13 soldados. Inicialmente el Estado Islámico clamó el ataque, pero otras fuentes la atribuyeron a miembros del Consejo Shura de Revolucionarios de Benghazi.
Para 2017, el grupo seguía activo, pero debilitado debido a la ofensiva que el gobierno libio había realizado a la ciudad de Bengasi.
Mohammed Salalbi, líder principal de la Brigada de los Mártires de Libia, declaró que los combatientes restantes del SCBR se habían retirado de Benghazi y llegaron a Derna el 29 de diciembre de 2017, después de engañar al LNA para que saliera. Mientras tanto, Merhi al-Houti de LNA negó que se hubieran retirado, alegando que el ejército había bloqueado el camino a las áreas controladas por ellos y había liberado a toda la región de los "grupos terroristas". Agregó que los enfrentamientos habían terminado.
No fue hasta el 23 de enero del 2018, cuando dos coches bomba explotaron en la mezquita Bayaat al-Radwan en Benghazi, matando a 41 personas (entre ellas un ciudadano egipcio) e hiriendo a más de 80. Un ataque armado abrieron fuego contra las Fuerzas Especiales de Disuasión en Souq al-Juma, Trípoli. Un miembro de la milicia, Fadhl Yunus Fadhl, murió y un civil resultó herido en el ataque. Ningún grupo se atribuyó la responsabilidad del incidente; sin embargo, las fuentes atribuyeron el ataque al Consejo Shura de Revolucionarios de Benghazi.

## Miembros
A partir de agosto de 2014, el consejo estaba integrado por los siguientes grupos, entre otros:
- Ansar al Sharia (2014-2017)
- Escudo no. de Libia (2014-2017)
- Brigada de Mártires 17 de Febrero (2014-2017)
- Brigada Rafallah al-Sahati (2014-2017)
- Jaysh al-Mujahidin (2014-2017)
- Brigada de los Mártires de Brega (2014-2017)[38]

## Brigadas de Defensa de Bengasi

Áreas controladas por el Consejo Shura de Revolucionarios de Benghazi en 2016

Formadas en junio de 2016 para tomar el control de Bengazi y proteger al Consejo Shura del Ejército Nacional de Libia, las Brigadas de Defensa de Benghazi (BDB) incluyeron varias milicias de Amanecer de Libia y se organizaron bajo el mando de Saddiq Al-Ghariyani. Se comprometió a apoyar al Gobierno de Acuerdo Nacional (GNA). Los miembros de GNA son ambivalentes sobre el BDB y algunos piden que se demarque como una "organización terrorista". Sin duda tiene vínculos con las milicias yihadistas, y aparentemente se opone al Consejo Presidencial del GNA, mientras que al mismo tiempo trabaja bajo Mahdi Al-Barghathi, el ministro de Defensa del GNA.
Principalmente, las Brigadas de Defensa de Bengasi (BDB) participaron en la defensa de Bengasi contra ISIS y el Ejército Nacional Libio (LNA), donde perdieron ante el LNA. También estuvieron involucrados en la ofensiva de 2016 contra el bastión de ISIL en Sirte, y ocuparon Ben Jawad y Nufliya en nombre del GNA, pero se retiraron cuando el LNA avanzó hacia esos pueblos. Aparentemente, el BDB fue responsable de derribar un helicóptero francés que, según el GNA, estaba violando la soberanía libia. Los franceses negaron haber tomado represalias con ataques aéreos contra el BDB.